# Wall Lake
Wall Lake é uma cidade localizada no estado americano de Iowa, no Condado de Sac.

## Demografia
Segundo o censo americano de 2000, a sua população era de 841 habitantes.
Em 2006, foi estimada uma população de 776, um decréscimo de 65 (-7.7%).

## Geografia
De acordo com o United States Census Bureau tem uma área de
2,8 km², dos quais 2,8 km² cobertos por terra e 0,0 km² cobertos por água.

## Localidades na vizinhança
O diagrama seguinte representa as localidades num raio de 20 km ao redor de Wall Lake.